# دهستان سعیدیه
دهستان سعیدیه نام دهستانی در بخش بستان شهرستان دشت آزادگان، استان خوزستان در ایران است. براساس سرشماری مرکز آمار ایران در سال ۱۳۸۵، جمعیت آن ۴۲۳ نفر (۵۱ خانوار) بوده‌است.